# Elite Hotel
Elite Hotel es el tercer álbum de estudio de la cantante estadounidense Emmylou Harris, publicado por la compañía discográfica Reprise Records en diciembre de 1975. El álbum, el segundo publicado el mismo año, fue el primer disco de Harris en llegar al primer puesto de la lista de álbumes country de Billboard. Incluyó dos sencillos, «Together Again» y «Sweet Dreams», que llegaron también al primer puesto en la lista de canciones country, así como «One of These Days», que alcanzó el tercer puesto. Una versión del tema de The Beatles «Here, There and Everywhere» también llegó al puesto 65 en la lista Billboard Hot 100. 

## Lista de canciones
1. "Amarillo" (Emmylou Harris, Rodney Crowell) – 3:05
2. "Together Again" (Buck Owens) – 3:56
3. "Feelin' Single, Seein' Double" (Wayne Kemp) – 2:34
4. "Sin City" (Gram Parsons, Chris Hillman) – 3:57
5. "One of These Days" (Earl Montgomery) – 3:03
6. "Till I Gain Control Again" (Rodney Crowell) – 5:40
7. "Here, There and Everywhere" (John Lennon, Paul McCartney) – 3:59
8. "Ooh Las Vegas" (Gram Parsons, Ric Grech) – 3:47
9. "Sweet Dreams" (Don Gibson) – 4:03
10. "Jambalaya (On The Bayou)" (Hank Williams) – 3:05
11. "Satan's Jewel Crown" (Edgar L. Eden) – 3:13
12. "Wheels" (Chris Hillman, Gram Parsons) – 3:13

Temas extra (reedición de 2004)
1. "You're Running Wild" [con Rodney Crowell] (Ray Edenton/Don Winters) – 1:44
2. "Cajun Born" [con Jo-El Sonnier] (Jo-El Sonnier, Kermit Goell) – 3:19

## Personal
- Emmylou Harris: voz y guitarra acústica.
- Brian Ahern: guitarra acústica y bajo.
- Mike Auldridge: dobro.
- Byron Berline: violín y mandolina.
- Dianne Brooks: coros.
- James Burton: guitarra eléctrica.
- Rodney Crowell: guitarra eléctrica y coros.
- Rick Cunha: guitarra acústica.
- Nick DeCaro: orquestación.
- Hank DeVito: pedal steel guitar.
- Jonathan Edwards: coros.
- Amos Garrett: guitarra eléctrica.
- Emory Gordy, Jr.: bajo y coros.
- Glen D. Hardin: piano, piano eléctrico y orquestación.
- Ben Keith: pedal steel guitar.
- Bernie Leadon: guitarra acústica y coros.
- Bill Payne: piano.
- Herb Pedersen: guitarra acústica, banjo y coros.
- Mickey Raphael: armónica.
- Linda Ronstadt: coros.
- Fayssoux Starling: coros.
- John Starling: coros.
- Ron Tutt: batería.
- John Ware: batería.

## Posición en listas
| País           | Lista                  | Posición |
| -------------- | ---------------------- | -------- |
| Estados Unidos | Billboard 200          | 21       |
| Estados Unidos | Country Albums         | 1        |
| Noruega        | Norwegian Albums Chart | 18       |
| Países Bajos   | Dutch Albums Chart     | 3        |

| Sencillo                     | País           | Lista             | Posición |
| ---------------------------- | -------------- | ----------------- | -------- |
| «Together Again»             | Estados Unidos | Country Singles   | 1        |
| «Sweet Dreams»               | Estados Unidos | Country Singles   | 1        |
| «One of These Days»          | Estados Unidos | Country Singles   | 3        |
| «Here, There and Everywhere» | Estados Unidos | Billboard Hot 100 | 65       |